# Lixy Rodríguez
Lixy María Rodríguez Zamora (* 4. November 1990 in Alajuela) ist eine costa-ricanische Fußballspielerin. Die rechte Außenverteidigerin steht derzeit beim mexikanischen Erstligisten Club León unter Vertrag und ist seit 2011 auch A-Nationalspielerin für Costa Rica.

## Karriere

### Vereine
Rodríguez wurde in ihrer Heimatstadt in der Jugendakademie von UCEM Alajuela ausgebildet. Als 14-Jährige wechselte sie nach Spanien zu Santa Teresa CD, wo sie zu ersten Profieinsätzen kam. 2015 und 2015 gewann sie mit diesem Verein den Fußballpokal der Extramadura. Nach einer Station bei Saprissa Fútbol schloss sie sich 2018 CD Tacón an. In dem ambitionierten Verein, der später von Real Madrid übernommen wurde, konnte sie sich aber nicht durchsetzen und absolvierte kein Ligaspiel. So kehrte sie 2019 in ihre Heimat zurück und schloss sich in ihrer Heimatstadt dem neu gegründeten LD Alajuelense an. Dort war sie überaus erfolgreich und gewann 2019 und 2021 die costa-ricanische Meisterschaft. 2022 wechselte sie in die stärkere mexikanische Liga und schloss sich Club León an. Damit war sie die erste Costa-Ricanerin, die für diesen Verein auflief. Dort entwickelte sie sich zur Führungsspielerin und durfte im März 2025 ihren Verein auch als Kapitänin auf den Platz führen. Gleichwohl wurde ihr zum Saisonende auslaufender Vertrag bislang nicht verlängert.

### Nationalmannschaft
Rodríguez debütierte bei der 1:3-Niederlage gegen Kanada am 18. Oktober 2011 für die Nationalmannschaft Costa Ricas. In der Folge konnte sie sich auf der rechten Abwehrseite ihres Landes etablieren. 
Nach dem zweiten Platz in der Nordamerikameisterschaft 2014, bei dem Rodríguez auch bei der 0:6-Finalniederlage gegen die USA auf dem Platz stand, schaffte sie mit ihrem Land auch die Qualifikation für die Weltmeisterschaft 2015. Rodríguez stand in allen drei Vorrundenspielen auf dem Platz, allerdings schied Costa Rica nach dieser als schlechtester Gruppendritter aus. In der Folge nahm Rodríguez wiederholt mit ihrem Land bei Kontinentalturnieren teil, war indes nicht besonders erfolgreich. Es gelang erst wieder, sich für die Weltmeisterschaft 2023 zu qualifizieren, Rodríguez stand hier zwar nicht mehr im Kader. In der Vorbereitung auf das Turnier absolvierte sie jedoch gegen Mexiko am 18. Februar 2023 ihr 100. Länderspiel.